# رولف یان
رولف یان (به آلمانی: Rolf Jahn) بازیکن فوتبال و دروازه‌بان اهل آلمان شرقی بود که از سال ۱۹۵۷ میلادی عضو تیم ملی فوتبال آلمان شرقی بوده‌است. وی در ۱ بازی ملی حضور داشته و در بازی‌های ملی‌اش گلی به ثمر نرساند. رولف یان آخرین بازی ملی خود را در سال ۱۹۵۷ میلادی انجام داد.